# Gl. Horsens Landevej
Gl. Horsens Landevej eller Landevejen er en af de otte radiale hovedveje der fører fra oplandet ind til Aarhus, de syv andre er Randersvej, Viborgvej, Silkeborgvej, Skanderborgvej, Århus Syd Motorvejen, Oddervej og Grenåvej. Vejen er en del af hovedlandevej 433. 

## Linjeføring
Gl. Horsens Landevej i Aarhus Kommune udgør en nordlig del af hovedlandevejen mellem Horsens og Aarhus. Vejen begynder i bydelen Slet ved Ellemosevej og bevæger sig herefter i sydlig retning gennem bydelen Tranbjerg . Ude af Aarhus By fortsætter vejen til Solbjerg, inden den ved Solbjerg Søvej tager navneforandring til Gammel Horsens Vej og fortsætter mod Hovedgård og Horsens.